# Ostriconi
Pour la piève, consulter l'article Ostriconi (piève).
L'Ostriconi est un petit fleuve côtier français qui coule dans le nord du département de la Haute-Corse dans la région Corse et qui se jette dans la mer Méditerranée.

## Géographie
L'Ostriconi prend naissance sur les pentes du Monte Reghia di Pozzo (1 469 m), à l'altitude 1 050 m, sur la commune de Pietralba, entre le ravin de Branca et ruisseau de Sossa (son premier ruisseau affluent), en limite orientale de la Balagne. Il s'écoule du Sud-est au Nord-ouest, créant une vallée appelée Paesi d'Ostriconi, située entre les microrégions du Nebbio et du Giussani.
Après 23,2 km, il se jette dans la mer Méditerranée, sur la commune de Palasca, dans l'anse de Peraiola, à l'Est de la très touristique plage de l'Ostriconi, à la limite occidentale du désert des Agriates. L'Ostriconi draine les ruisseaux qui descendent du flanc occidental du Monte Astu (1 535 m - Lama) et de la proche Balagne. Cependant, son bassin est très limité à l'Ouest, surtout dans sa partie amont, du fait du faible relief qui tend à entraîner vers le Golo les cours d'eau comme la Tartagine, le Navaccia et le San Colombano.

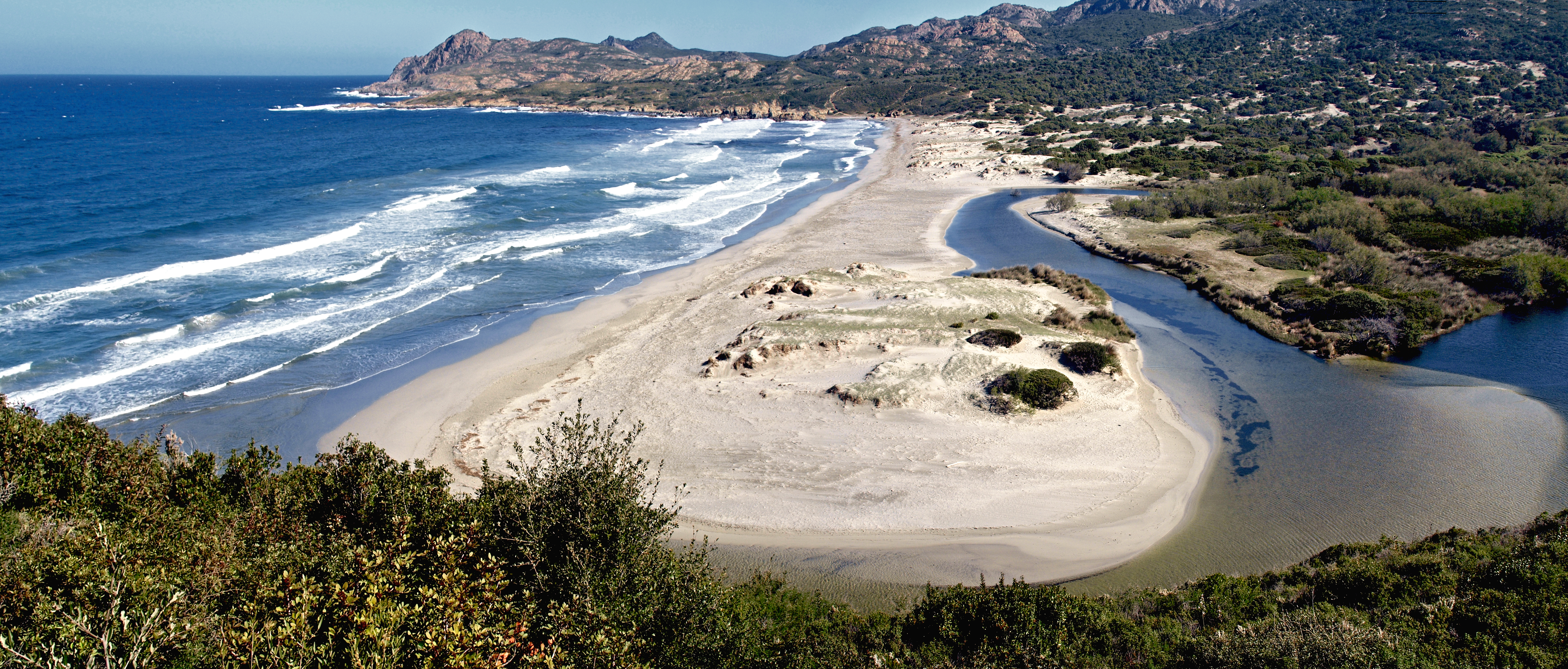
Embouchure de l'Ostriconi (avril 2010).

Les fleuves côtiers voisins sont à l'Ouest la Figarella, à l'Est l'Aliso et au Nord le Liscu principal cours d'eau du désert des Agriates. À l'ouest, la ville de L'Île-Rousse et à l'Est la ville de Saint-Florent.

### Communes et cantons traversés
Entièrement dans le département de la Haute-Corse, l'Ostriconi traverse cinq communes et deux cantons :
- de l'amont vers l'aval : Pietralba (source), Lama, Urtaca, Novella et Palasca (embouchure).

Soit en termes de cantons, l'Ostriconi prend sa source sur le canton du Haut-Nebbio, et conflue dans le canton de Belgodère, le tout dans l'arrondissement de Calvi.

### Bassin versant
L'Ostriconi traverse une seule zone hydrographique « L'Ostriconi » (Y760) de 135 km2 de superficie soit 1,6 % de la Corse. Le bassin versant est constitué à 94,32 % de forêts et milieux semi-naturels, à 5,28 % de territoires agricoles et 0,14 % de territoires artificialisés.
Le linéaire des cours d'eau du bassin versant - mais avec le fleuve côtier le Liscu - atteint 94,1 km.

### Organisme gestionnaire
L'organisme gestionnaire est le Comité de bassin de Corse, depuis la loi corse du 22 janvier 2002.

## Affluents

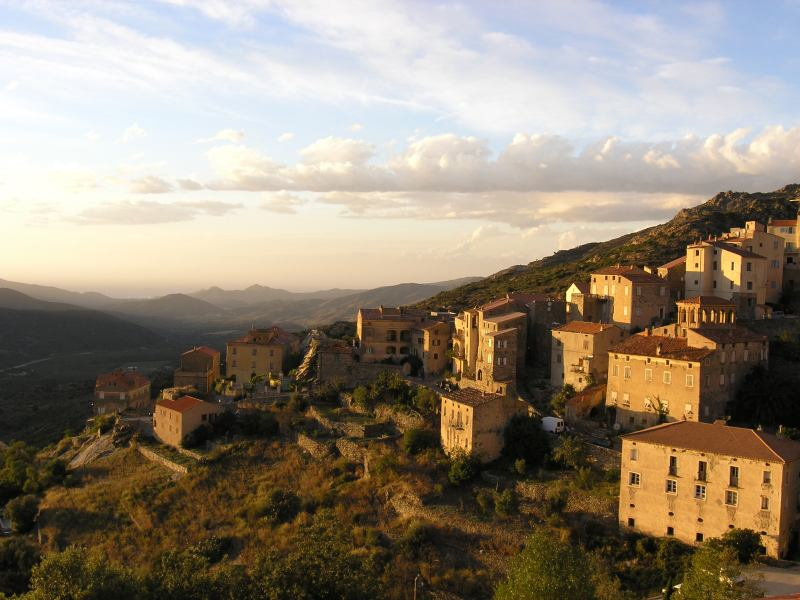
Lama et la vallée de l'Ostriconi (à gauche arrière-plan).

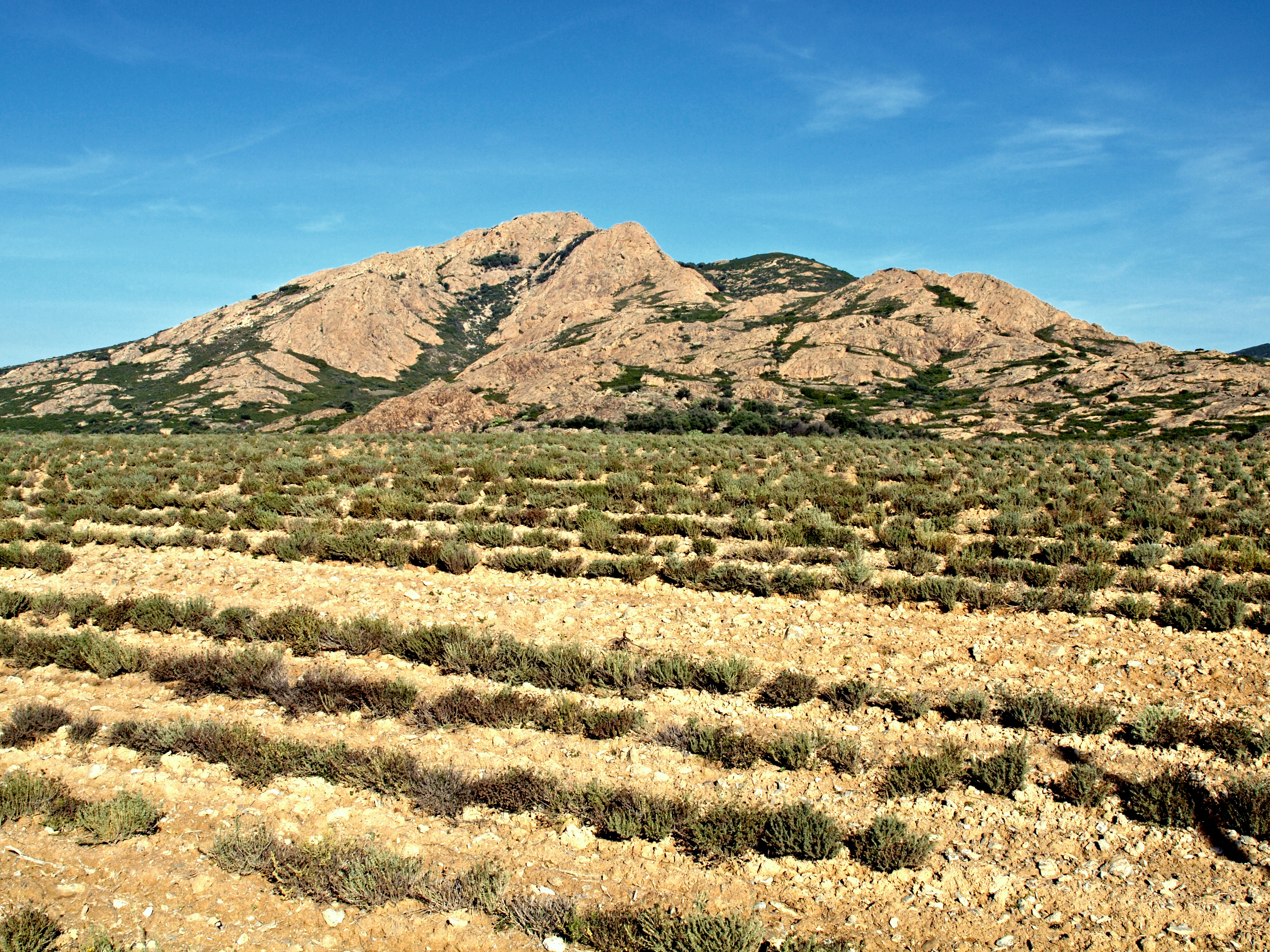
Champ d'immortelles à Palasca.

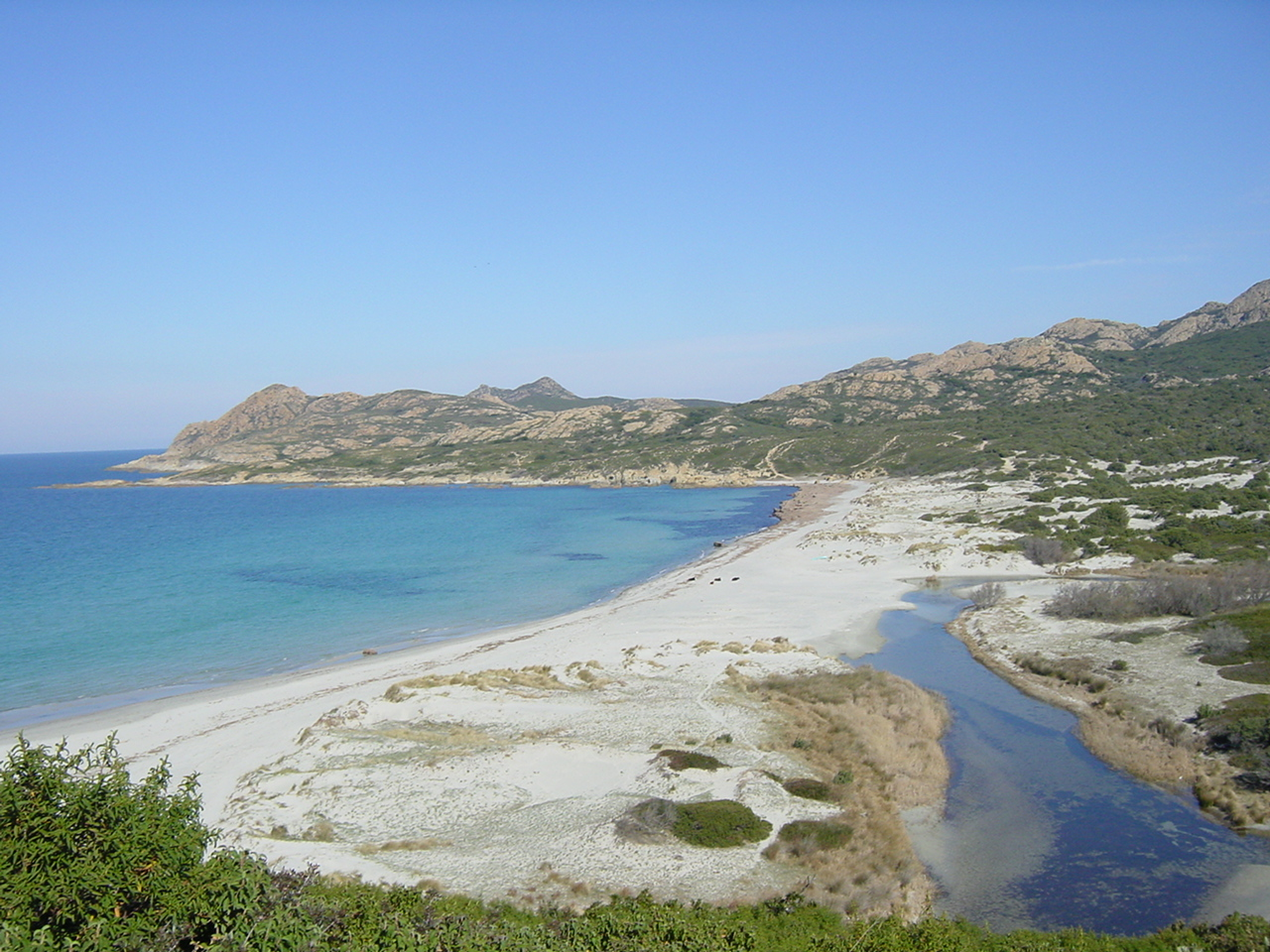
Plage de l'Ostriconi.

L'Ostriconi a vingt-trois affluents référencés :
- -----   le ruisseau de Sossa, 1,2 km (rd[note 2]), entièrement sur Pietralba.
- -----   le ruisseau de Ponte, 1,7 km (rd), entièrement sur Pietralba.
- -----   le ruisseau de l'Ondole, 4,8 km (rd), entièrement sur Pietralba.
- -----   le ruisseau de Cugnolu, 4,9 km (rd), sur Pietralba et Lama.
- -----   le ruisseau de Felicione, 1,5 km (rd), entièrement sur Lama.
- le ruisseau de Calasconi, 1,1 km (rg), entièrement sur Lama.
- le ruisseau de Valli, 1,4 km (rg), entièrement sur Lama.
- le ruisseau de Furchelle, 1,7 km (rg), entièrement sur Lama.
- le ruisseau de Villanaccio, 1,5 km (rg), entièrement sur Lama.
- -----   le ruisseau de Funtana bona, 3,9 km (rd), entièrement sur Lama.
- -----   le ruisseau de Malculo, 2,8 km (rd), entièrement sur Lama avec un affluent :
  - le ruisseau de Bodulo (rg), 1,5 km sur la seule commune de Lama.
- le ruisseau d'Ostincaia, 1,5 km (rg), entièrement sur Lama.
- le ruisseau de Valle tesi', 1,4 km (rg), entièrement sur Lama.
- le ruisseau de Focolaccio, 1,4 km (rg), entièrement sur Lama.
- -----   le fiume di Gargalagne ou Gargalangna[3], 7 km (rd) et un affluent, sur Lama et Urtaca avec un affluent :
  - le Fiume a I Peri ou ruisseau de Tramontaio (rd), 3,8 km sur la seule commune d'Urtaca.
- -----   le fiume di Cuvertoio ou ruisseau de Logo Piao -en partie haute-, 3,9 km (rd) et un affluent, entièrement sur Urtaca avec un affluent :
  - le ruisseau de Grotta Rossa (rg) 1,4 km sur la seule commune d'Urtaca.
- -----   le ruisseau de l'Orneto, 2,6 km (rd), entièrement sur Urtaca.
- -----   le ruisseau de Nuvalicce (ou Nizzolo), 3,7 km (rd), entièrement sur Novella.
- -----   le ruisseau di l'Appiatelli, 3,8 km (rd) sur Novella et Urtaca avec un affluent :
  - ruisseau di e Scale (rg), 2,5 km sur Urtaca.
- le ruisseau de Salginco ou ruisseau de Ruffola, 6,8 km (rg) entièrement sur Novella avec trois affluents :
  - le ruisseau de San Gorgio (rg), 5,3 km sur Palasca et Novella avec un affluent :
    - le ruisseau de Mezzanello (rd), 1,8 km sur Palasca.

  - le ruisseau de Noci ou ruisseau de Gualatrone, ou ruisseau de Vallo di u Melo (rg), 7,4 km sur les trois communes de Palasca, Novella et Belgodère avec deux affluents :
    - le ruisseau de Cava (rd), 1,4 km sur les trois communes de Palasca, Belgodère, Olmi-Cappella.
    - le ruisseau de Malpruniccia (rg), 1,6 km sur Palasca.

  - le ruisseau de Parghinese ou ruisseau de Novale (rd) 4,9 km sur Novella.
- le ruisseau de Compolelli, 3,2 km (rg), sur Novella et Palasca.
- -----   le ruisseau de Chierchiu, 7,2 km (rd) et un affluent, sur Novella, Palasca, San-Gavino-di-Tenda, et Urtaca avec un affluent :
  - le ruisseau de Manichella (rg), 4,7 km sur San-Gavino-di-Tenda.
- -----   le ruisseau de Vadellare, 9,9 km (rd) et 4 affluents, sur Palasca, et San-Gavino-di-Tenda avec quatre affluents :
  - le ruisseau de Monte Grossu (rd), 1,6 km sur San-Gavino-di-Tenda.
  - le ruisseau de Monticellaciu (rd), 2,9 km sur San-Gaivino-di-Tenda et Palasca avec trois affluents :
    - le ruisseau de Piobetta (rg), 1,8 km sur San-Gavino-di-Tenda.
    - le ruisseau de Peraldu (rg), 2,4 km sur San-Gavino-di-Tenda.
    - le ruisseau de Scubella (rd), 1,1 km sur San-Gavino-di-Tenda et Palasca.

  - le ruisseau de Campotile (rd), 1,4 km sur Palasca.
  - le ruisseau de Cruschininca (rd), 1,3 km sur Palasca.

### Rang de Strahler
Le rang de Strahler est donc de quatre.

## Écologie  et ZNIEFF
L'état écologique du bassin versant de l'Ostriconi était qualifié de moyen en 2009.
L'Ostriconi a fait l'objet d'une ZNIEFF de type I depuis 1985 pour 373 hectares sous la référence ZNIEFF 940004143 Dunes, plage et zone humide de l'Ostriconi.

## Micro-région
La Vallée de l'Ostriconi (i Paesi d'Ostriconi) constitue une microrégion de Corse. Elle s'étend sur cinq communes (Pietralba, Lama, Urtaca, Novella et Palasca), soit approximativement le bassin de l'Ostriconi. Historiquement, l'Ostriconi constituait une pieve du diocèse du Nebbio. Trois des villages d'origine (Paghina, Cruschini, E Spelunche) sont aujourd'hui inhabités et la vallée ne compte plus que 600 habitants permanents à l'heure actuelle.
La rivière est doublée dans toute la vallée par la route N1197 (la Balanina), construite en remplacement de la RN 197 qui serpente dans les massifs balanins. Deux autres routes parallèles au fleuve, à flanc de coteau, et de nombreuses routes perpendiculaires desservent les villages.

### La monoculture de l'olive
À la suite d'une réglementation génoise imposant la plantation annuelle d'une espèce d'arbre dite « noble » (châtaignier, mûrier, figuier, vigne et olivier), les oliveraies couvrirent le fond de la vallée jusqu'à mi-versants. Ceci en fit le principal grenier à huile du Nord de la Corse. De nombreux moulins furent construits pour cela, tant bien hydrauliques (e fabrice en corse) le long de l'Ostriconi qu'à traction animale (i franghji).
Au début du XXe siècle, la région de Lama comptait encore près de 80 000 pieds, pour une production de 100 000 litres d'huile d'olive. Cependant, les deux guerres mondiales amorcèrent le déclin agricole par leurs saignées démographiques suivies d'exode rural. Les oliveraies disparurent complètement en août 1971, lors d'un incendie gigantesque qui ravagea la Balagne et l'Ostriconi.
On peut toutefois noter, depuis le milieu des années 1990, une résurgence de l'activité oléicole avec la remise en marche d'un moulin et la réapparition de zones plantées en oliviers. Cet essor, les fortes potentialités naturelles favorables à ces mises en cultures, semblent marquer le retour d'une production qui fut l'activité économique principale, durant plusieurs siècles, dans la vallée de l'Ostriconi.

### Autres activités
L'élevage ovin et cette oléiculture renaissante sont les deux activités agricoles, d'importance significative, de la vallée.
Les essais de plantations d'amandiers de ces dernières années n'ont pas été concluants.
De nos jours, des plantations d'immortelles d'Italie ont vu le jour pour répondre à la demande de l'industrie des huiles essentielles en essor en Corse.
Le tourisme est devenu la nouvelle source principale de revenus, avec l'aménagement de nombreux gîtes ruraux et le développement de centres de randonnées équestres.